# 벌휴 이사금
벌휴이사금(伐休泥師今, ?~196년, 재위: 184년~196년)은 신라의 제9대 왕이며, 이사금의 칭호를 사용한 7번째 왕이다. 탈해이사금의 손자이며 각간 구추(仇鄒)의 아들이다. 어머니는 김씨 지진내례(只珍內禮) 부인이다. 아달라이사금이 자식이 없어 박씨 왕조가 일시적으로 끊기고 석씨에게 왕위가 다시 돌아갔다.

## 치세
탈해이사금의 아들인 각간 석구추의 아들이다. 삼국사기에 따르면 벌휴가 바람과 구름을 점쳐 홍수나 가뭄 및 그 해의 풍흉을 예지하며 사람의 정직함과 바르지 못함을 꿰뚫어 봐 성인으로 불렸다 하니 이는 신라 사회에 2세기 말까지 샤머니즘적인 요소가 남아있었음을 시사한다.
185년 음력 2월 파진찬 구도와 일길찬 구수혜를 임명해 소문국(召文國)을 치게 하였다. 188년 음력 2월 백제가 모산성(母山城)을 공격하니, 파진찬 구도에게 명해 군사를 내 막게 하였다. 이듬해인 189년 음력 7월 구도가 백제군을 상대로 구양(狗壤)에서 싸워 이기고 5백을 죽이거나 포로로 잡았다. 이에 190년 음력 8월 백제가 다시 공격해 원산향(圓山鄕)을 습격하고 부곡성(缶谷城)을 포위했다. 구도가 5백 기병을 이끌고 공격했으나 패배하니, 이사금은 구도의 벼슬을 깎고 설지(薛支)를 그 자리에 앉혔다.
193년 왜인 1천여 명이 기아를 피해 대규모로 신라에 도망왔다.

## 가계
아들 골정은 조분이사금과 첨해이사금의 아버지였고, 내해 이사금의 장인이었다. 다른 아들 이매는 내해 이사금의 아버지였다. 또한 일설에는 대서지에게 출가했으며 실성왕의 모후가 되는 이리부인(伊利夫人)이 그의 딸이라는 설이 있다. 그밖에 석등보(昔登保) 또는 석등야(昔登也)는 그의 서자 또는 서손으로 전해지는데 일반적으로 서손으로 본다.
- 아버지 : 각간 석구추(昔仇鄒) - 탈해 이사금(脫解尼師今)의 아들
- 어머니 : 지진내례부인 김씨(只珍內禮夫人 金氏)
  - 부인 : 김아도(金阿道)의 딸 - 김알지(金閼智)의 증손녀
    - 장남 : 석골정(昔骨正)
      - 손자 : 조분 이사금(助賁泥師今)
      - 손자 : 첨해 이사금(沾解泥師今)

    - 차남 : 석이매(昔伊買)
      - 손자 : 내해 이사금(奈解泥師今)
      - 서손녀 : 이리부인(伊利夫人) 또는 기리부인(企利夫人) 각간 김대서지에게 출가
        - 외증손자 : 실성 이사금(實聖尼師金)

## 같이 보기
- 고구려
  - 고국천왕 (179년 ~ 197년)
- 백제
  - 초고왕 (166년 ~ 214년)
- 가야
  - 김수로왕 (42년? ~ 199년)
- 일본
  - 주아이 천황 (192년 ~ 200년)

## 참고 문헌
- 김부식 (1145), 《삼국사기》 〈권2〉 벌휴 이사금 조(條)